# The Shaw Group
The Shaw Group ist ein US-amerikanisches Anlagenbauunternehmen mit Sitz in Houston, Texas. 

## Geschichte

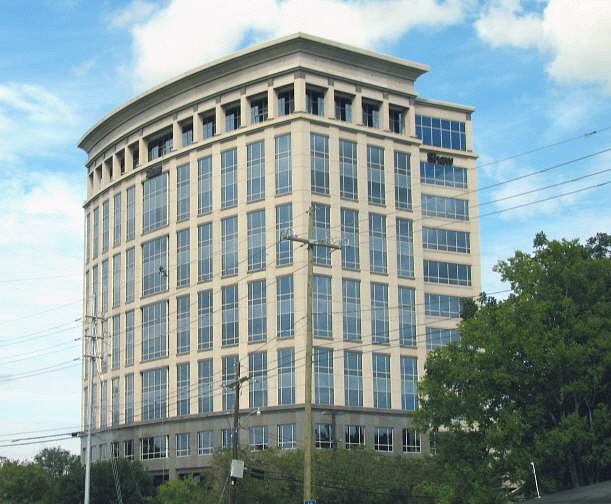
Ehemaliger Hauptsitz der The Shaw Group in Baton Rouge.

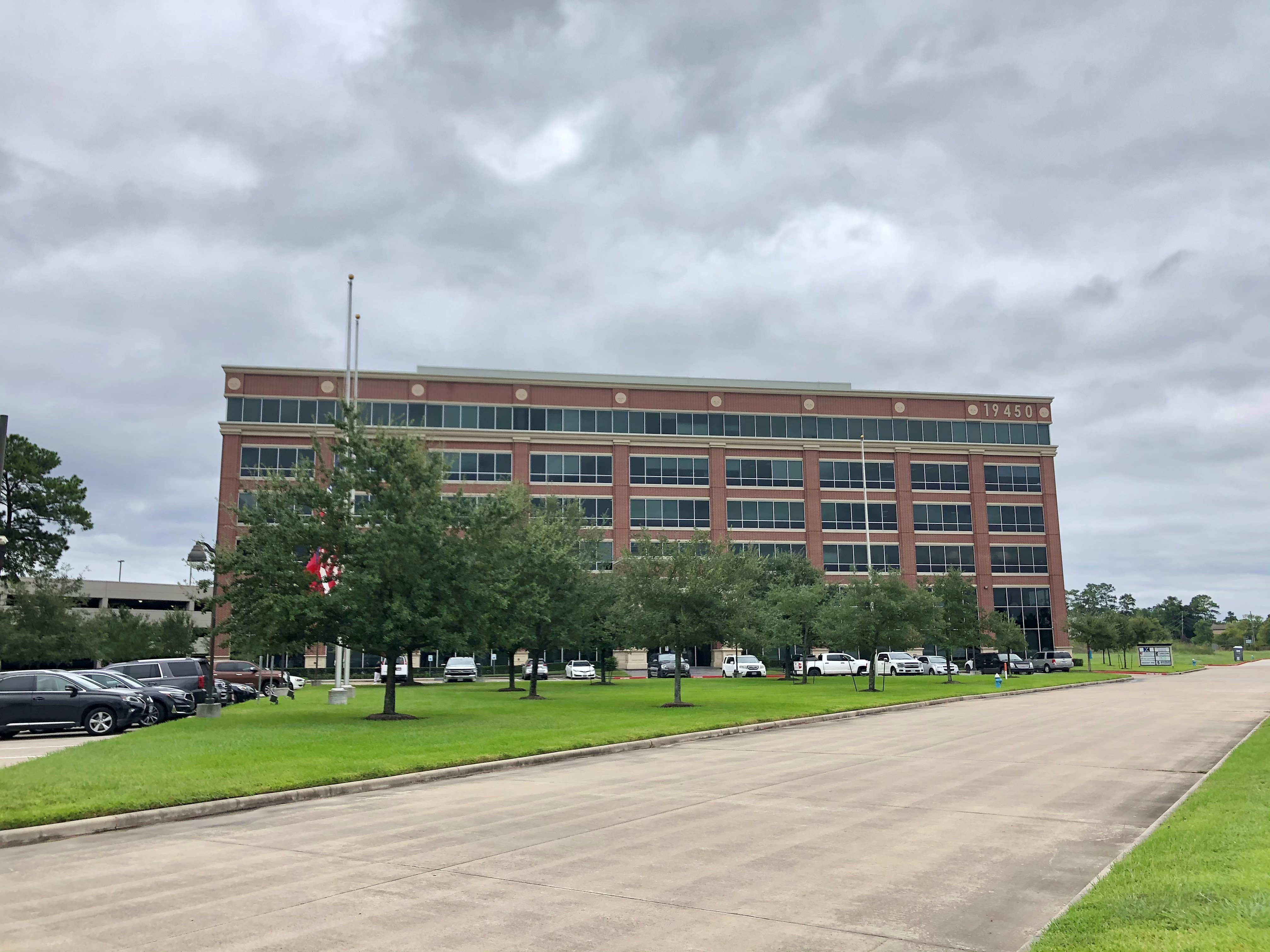
Hauptsitz des Unternehmens in Houston.

Das Unternehmen zählte laut der Liste Fortune 500 zeitweise zu den 500 umsatzstärksten Unternehmen der USA. Shaw wurde 1987 in Baton Rouge (Louisiana) als Röhrenfabrik gegründet und betrat das Feld des Anlagenbaus und des EPC-Sektors durch Zukäufe. Nennenswert ist die Übernahme von Stone & Webster im Jahr 2000. Teure Übernahmen und das erworbene Geschäft mit der Nukleartechnik, welches durch Kostenüberschreitungen bei Reaktorbauprojekten in Probleme geriet, brachten Shaw in finanzielle Bedrängnis. 2012 wurde die Übernahme von Shaw durch CB&I beschlossen. CB&I fusionierte 2018 mit McDermott International.
Im Juni 2020 veräußerte der finanziell angeschlagene McDermott-Konzern seine Sparte für Rohrfabrikation an die Ithaca Acquisition Holdings mit Sitz in Houston. Der Kauf umfasste fünf Fertigungsstandorte in den Vereinigten Staaten sowie weitere zwei Standorte in Bahrain und den Vereinigten Arabischen Emiraten. Hierdurch erlangte Shaw wieder Eigenständigkeit. Zum Zeitpunkt der Ausgliederung aus dem McDermott-Konzern beschäftigte Shaw noch 700 Mitarbeiter.